# Guerino Vanoli Basket 2015-2016

## Stagione
La stagione 2015-2016 della Guerino Vanoli Basket, sponsorizzata Vanoli, è la 7ª in Serie A.

## Mercato
Il mercato della squadra lombarda comincia con i rinnovi dei due nazionali italiani: il capitano Luca Vitali firma un contratto biennale mentre il centro Marco Cusin firma un annuale. Viene confermato anche Fabio Mian.
Il primo volto nuovo della Vanoli Basket 2015/2016 è Paul Biligha, centro italiano di origini camerunensi proveniente da una stagione in A2 gold a Ferentino che firma un biennale. In seguito al roster vengono aggiunti le guardie Elston Turner proveniente da Brindisi e Tyrus McGee da Capo d'Orlando. Nella posizione di ala vengono acquistati il giovane italiano Raphael Gaspardo da Treviglio e il trentenne americano Deron Washington reduce da una stagione in Israele al Bnei Herzliya. L'ultimo americano del quintetto base arriva dai francesi del Limoges CSP ed è l'ala americana James Southerland. Completa il roster il play italiano Nicolò Cazzolato proveniente Montichiari, in Serie B. Poco prima dell'inizio del campionato, a causa del protrarsi dell'infortunio del capitano Luca Vitali, viene tesserato con un contratto bimestrale con opzione per il resto della stagione il playmaker britannico Ogo Adegboye proveniente dall'Aris Salonicco. Al termine dei due mesi, Adegboye esce dal contratto accasandosi a Caserta poco dopo. Il 3 gennaio 2016 viene acquistata l'ala grande serba Nikola Dragović dal club tedesco del Mitteldeutscher BC.
| Arrivi | Arrivi            | Arrivi                  | Arrivi     |
| R      | Nome              | da                      | Modalità   |
| ------ | ----------------- | ----------------------- | ---------- |
| P      | Luca Vitali       | Gran Canaria            | definitivo |
| C      | Paul Biligha      | Basket Ferentino        | definitivo |
| G      | Elston Turner     | N.B. Brindisi           | definitivo |
| AG     | Raphael Gaspardo  | Treviglio               | definitivo |
| AP     | Deron Washington  | Bnei Herzliya           | definitivo |
| G      | Tyrus McGee       | Orlandina               | definitivo |
| P      | Nicolò Cazzolato  | Team Basket Montichiari | definitivo |
| AG     | James Southerland | Limoges CSP             | definitivo |
| P      | Ogo Adegboye      | Aris Salonicco          | definitivo |

| Partenze | Partenze          | Partenze          | Partenze       |
| R        | Nome              | a                 | Modalità       |
| -------- | ----------------- | ----------------- | -------------- |
| P        | Luca Vitali       | Gran Canaria      | fine contratto |
| C        | Ed Daniel         | Fortitudo Bologna | fine contratto |
| AG       | Giulio Gazzotti   | V.L. Pesaro       | fine contratto |
| AP       | James Bell        | Nancy             | fine contratto |
| C        | Luca Campani      | Pall. Varese      | fine contratto |
| P        | Jazzmarr Ferguson | Pall. Biella      | fine contratto |
| G        | Nicola Mei        | Latina Basket     | fine contratto |
| G        | Kenny Hayes       | Astana            | fine contratto |
| AG       | Cameron Clark     | Ironi Nahariya    | fine contratto |

## Risultati

### Serie A

#### Regular season

##### Girone di andata
| Arbitri: | Lanzarini (Bologna) Weidmann (Montagano) Caiazza (Arzano) |

|                                    |            |                                         |
| Logan 24 Alexander 21 Stipčević 17 | Punti      | 17 Mian 16 Turner 15 McGee, Southerland |
| Haynes 6                           | Assist     | 7 Washington                            |
| Alexander 10                       | Rimbalzi   | 9 Washington                            |
| Romeo Sacchetti                    | Allenatori | Cesare Pancotto                         |

| Arbitri: | Sahin (Messina) Vicino (Argelato) Morelli (Brindisi) |

|                                |            |                               |
| Adegboye 18 Cusin 10 Turner 10 | Punti      | 23 Poeta 18 Wright 14 Pascolo |
| N. Cazzolato, Cusin 2          | Assist     | 8 Poeta                       |
| Washington 7                   | Rimbalzi   | 12 Wright                     |
| Cesare Pancotto                | Allenatori | Maurizio Buscaglia            |

| Arbitri: | Filippini (San Lazzaro di Savena) Aronne (Viterbo) Borgioni (Roma) |

|                           |            |                                   |
| McGee 18 Adegboye9 Mian 9 | Punti      | 12 Cinciarini 11 Amoroso 11 Jones |
| tre giocatori 2           | Assist     | 2 tre giocatori                   |
| Cusin, Washington 10      | Rimbalzi   | 8 Jones                           |
| Cesare Pancotto           | Allenatori | Sandro Dell'Agnello               |

| Arbitri: | Sabetta (Termoli) Bettini (Bologna) Grigioni (Roma) |

|                              |            |                             |
| Owens 18 Tonut 12 Viggiano 9 | Punti      | 10 McGee 8 Cusin 7 Adegboye |
| tre giocatori 4              | Assist     | 5 Turner                    |
| Owens 9                      | Rimbalzi   | 11 Cusin                    |
| Carlo Recalcati              | Allenatori | Cesare Pancotto             |

| Arbitri: | Seghetti (Livorno) Baldini (Firenze) Galasso (Siena) |

|                                  |            |                             |
| Robinson 21 Mancinelli 16 Ebi 16 | Punti      | 23 McGee 15 Cusin 13 Turner |
| Robinson 5                       | Assist     | 5 McGee, Adegboye           |
| Ebi 7                            | Rimbalzi   | 7 Biligha, Cusin            |
| Luca Bechi                       | Allenatori | Cesare Pancotto             |

| Arbitri: | Lo Guzzo (Pisa) Aronne (Viterbo) Attard (Priolo Gargallo) |

|                                     |            |                                      |
| Adegboye 14 Turner 13 Washington 13 | Punti      | 14 Aradori 13 Lavrinovič 12 Polonara |
| Turner 4                            | Assist     | 3 Aradori                            |
| Cusin 11                            | Rimbalzi   | 8 Lavrinovič, Polonara               |
| Cesare Pancotto                     | Allenatori | Massimiliano Menetti                 |

| Arbitri: | Seghetti (Livorno) Rossi (Anghiari) Caiazza (Arzano) |

|                                |            |                                  |
| Laquintana 12 Bowers 11 Perl 9 | Punti      | 16 Washington 9 Adegboye 9 Cusin |
| Perl 3                         | Assist     | 4 Adegboye                       |
| Bowers 7                       | Rimbalzi   | 11 Washington                    |
| Giulio Griccioli               | Allenatori | Cesare Pancotto                  |

| Arbitri: | Lamonica (Roseto degli Abruzzi) Biggi (Cassina de' Pecchi) Di Francesco (Teramo) |

|                                   |            |                               |
| Vitali 17 Washington 16 Turner 15 | Punti      | 16 Blackshear 16 Moore 9 Kirk |
| Vitali 5                          | Assist     | 4 Moore                       |
| Cusin 7                           | Rimbalzi   | 6 Blackshear                  |
| Cesare Pancotto                   | Allenatori | Vincenzo Esposito             |

| Arbitri: | Martolini (Roma) Rossi (Anghiari) Filippini (San Lazzaro di Savena) |

|                                  |            |                             |
| McKissic 24 Christon 18 Lacey 15 | Punti      | 18 McGee 17 Turner 15 Cusin |
| Christon 4                       | Assist     | 4 Vitali                    |
| Shelton 7                        | Rimbalzi   | 7 Cusin                     |
| Riccardo Paolini                 | Allenatori | Cesare Pancotto             |

| Arbitri: | Mazzoni (Grosseto) Baldini (Firenze) Calbucci (Pomezia) |

|                                 |            |                                 |
| McGee 20 Cusin 18 Washington 13 | Punti      | 23 Gaddy 7 Mazzola 6 Fontecchio |
| Washington 4                    | Assist     | 4 Gaddy                         |
| Cusin, McGee 6                  | Rimbalzi   | 7 Pittman                       |
| Cesare Pancotto                 | Allenatori | Giorgio Valli                   |

| Arbitri: | Mattioli (Pesaro) Sardella (Rimini) Quarta (Rivalta di Torino) |

|                               |            |                                    |
| Heslip 30 Johnson 12 Hodge 10 | Punti      | 18 Cusin 18 Washington 11 Gaspardo |
| Hodge 6                       | Assist     | 9 Vitali                           |
| Johnson 9                     | Rimbalzi   | 7 Washington                       |
| Fabio Corbani                 | Allenatori | Cesare Pancotto                    |

| Arbitri: | Taurino (Vignola) Bettini (Bologna) Morelli (Brindisi) |

|                             |            |                              |
| Cusin 13 McGee 12 Vitali 10 | Punti      | 14 Nunnally 13 Buva 9 Leunen |
| Turner, Washington 3        | Assist     | 5 Green                      |
| Cusin 8                     | Rimbalzi   | 13 Leunen                    |
| Cesare Pancotto             | Allenatori | Stefano Sacripanti           |

| Arbitri: | Lanzarini (Bologna) Biggi (Cassina de' Pecchi) Calbucci (Pomezia) |

|                                 |            |                          |
| Wayns 17 Davies 15 Cavaliero 13 | Punti      | 28 McGee Turner 12 Cusin |
| Wayns 6                         | Assist     | 1 McGee, Turner          |
| Faye 11                         | Rimbalzi   | 6 Biligha, Cusin         |
| Paolo Moretti                   | Allenatori | Cesare Pancotto          |

| Arbitri: | Mattioli (Pesaro) Filippini (San Lazzaro di Savena) Rossi (Anghiari) |

|                                  |            |                                 |
| Cusin 16 Washington 15 Turner 12 | Punti      | 24 Lafayette 15 Mačvan 13 Simon |
| Vitali 13                        | Assist     | 4 Cinciarini                    |
| Cusin 11                         | Rimbalzi   | 4 quattro giocatori             |
| Cesare Pancotto                  | Allenatori | Jasmin Repeša                   |

| Arbitri: | Mazzoni (Grosseto) Di Francesco (Teramo) Attard (Priolo Gargallo) |

|                               |            |                                  |
| Reynolds 20 Kadji 14 Gagić 11 | Punti      | 19 Washington 18 Turner 13 McGee |
| Reynolds 7                    | Assist     | 4 Vitali                         |
| Zerini 6                      | Rimbalzi   | 6 Cusin                          |
| Piero Bucchi                  | Allenatori | Cesare Pancotto                  |

##### Girone di ritorno
| Arbitri: | Sahin (Messina) Sardella (Rimini) Calbucci (Pomezia) |

|                             |            |                                  |
| Turner 28 McGee 16 Cusin 12 | Punti      | 14 Haynes 13 Alexander 12 Eyenga |
| Vitali 8                    | Assist     | 4 Haynes, Logan                  |
| Vitali 10                   | Rimbalzi   | 8 T. Mitchell                    |
| Cesare Pancotto             | Allenatori | Marco Calvani                    |

| Arbitri: | Lamonica (Roseto degli Abruzzi) Baldini (Firenze) Grigioni (Roma) |

|                                |            |                             |
| Forray 16 Wright 14 Pascolo 13 | Punti      | 17 Mian 12 Turner 11 Vitali |
| Sanders 4                      | Assist     | 6 Vitali                    |
| Wright 8                       | Rimbalzi   | 5 Dragović, Gaspardo        |
| Maurizio Buscaglia             | Allenatori | Cesare Pancotto             |

| Arbitri: | Taurino (Vignola) Martolini (Roma) Masi (Firenze) |

|                           |            |                                |
| Siva 18 Jones 17 Downs 16 | Punti      | 21 Washington 14 McGee 9 Cusin |
| Siva 5                    | Assist     | 2 tre giocatori                |
| Hunt 11                   | Rimbalzi   | 7 Cusin                        |
| Sandro Dell'Agnello       | Allenatori | Cesare Pancotto                |

| Arbitri: | Sabetta (Termoli) Di Francesco (Teramo) Rossi (Anghiari) |

|                                  |            |                            |
| McGee 13 Washington 12 Turner 12 | Punti      | 22 Jackson 16 Ress 11 Goss |
| Vitali 7                         | Assist     | 4 Goss                     |
| Biligha 6                        | Rimbalzi   | 6 Ress                     |
| Cesare Pancotto                  | Allenatori | Carlo Recalcati            |

| Arbitri: | Sahin (Messina) Bartoli (Trieste) Caiazza (Arzano) |

|                                 |            |                         |
| Mian 22 Washington 14 Turner 14 | Punti      | 19 White 7 Ebi 6 Eyenga |
| Turner 5                        | Assist     | 2 Rosselli              |
| Dragović, Washington 13         | Rimbalzi   | 10 Ebi                  |
| Cesare Pancotto                 | Allenatori | Francesco Vitucci       |

| Arbitri: | Mattioli (Pesaro) Vicino (Argelato) Borgioni (Roma) |

|                                       |            |                              |
| Aradori 22 Della Valle 18 Polonara 13 | Punti      | 21 McGee 17 Turner 11 Vitali |
| De Nicolao 5                          | Assist     | 2 tre giocatori              |
| Polonara 7                            | Rimbalzi   | 5 Biligha                    |
| Massimiliano Menetti                  | Allenatori | Cesare Pancotto              |

| Arbitri: | Seghetti (Livorno) Bartoli (Trieste) Brindisi (Torino) |

|                               |            |                                   |
| McGee 23 Dragović 13 Starks 8 | Punti      | 21 Boatright 13 Bowers 9 Nankivil |
| M. Starks 3                   | Assist     | 3 Boatright, Bowers               |
| Dragović, McGee 5             | Rimbalzi   | 7 Oriakhi                         |
| Cesare Pancotto               | Allenatori | Gennaro Di Carlo                  |

| Arbitri: | Martolini (Roma) Caiazza (Arzano) Bettini (Bologna) |

|                            |            |                                |
| Knowles 20 Kirk 17 Czyż 10 | Punti      | 15 Turner 13 Dragović 12 Cusin |
| Moore 5                    | Assist     | 4 Turner, Washington           |
| Czyż 9                     | Rimbalzi   | 12 Washington                  |
| Vincenzo Esposito          | Allenatori | Cesare Pancotto                |

| Arbitri: | Lanzarini (Bologna) Vicino (Argelato) Borgioni (Roma) |

|                                  |            |                            |
| Dragović 15 McGee 13 Gaspardo 11 | Punti      | 21 Lydeka 17 Daye 14 Lacey |
| McGee 3                          | Assist     | 5 Daye                     |
| Biligha 7                        | Rimbalzi   | 10 Lydeka                  |
| Cesare Pancotto                  | Allenatori | Riccardo Paolini           |

| Arbitri: | Taurino (Vignola) Biggi (Cassina de' Pecchi) Quarta (Rivalta di Torino) |

|                                    |            |                                 |
| Pittman 15 Hasbrouck 11 Collins 11 | Punti      | 15 Washington 11 Mian 10 Turner |
| Collins 3                          | Assist     | 3 Dragović, Washington          |
| Pittman 11                         | Rimbalzi   | 5 Turner, Washington            |
| Giorgio Valli                      | Allenatori | Cesare Pancotto                 |

| Arbitri: | Mattioli (Pesaro) Di Francesco (Teramo) Attard (Priolo Gargallo) |

|                                            |            |                                 |
| Dragović 19 McGee 18 Washington, Turner 15 | Punti      | 20 Ignerski 17 Johnson 16 Abass |
| Turner 5                                   | Assist     | 4 Hodge                         |
| Washington 10                              | Rimbalzi   | 12 Johnson                      |
| Cesare Pancotto                            | Allenatori | Sergej Bazarevič                |

| Arbitri: | Seghetti (Livorno) Bartoli (Trieste) Ursi (Livorno) |

|                             |            |                                   |
| Cervi 17 Buva 14 Ragland 14 | Punti      | 14 Washington 13 Starks 10 Turner |
| Green 10                    | Assist     | 6 Washington                      |
| Cervi, Pini 6               | Rimbalzi   | 16 Washington                     |
| Stefano Sacripanti          | Allenatori | Cesare Pancotto                   |

| Arbitri: | Sabetta (Termoli) Baldini (Firenze) Paglialunga (Taranto) |

|                                    |            |                                |
| Turner 18 Washington 16 Biligha 14 | Punti      | 17 Kuksiks 17 Davies 13 Wright |
| Turner 3                           | Assist     | 2 tre giocatori                |
| Biligha 10                         | Rimbalzi   | 12 Wright                      |
| Cesare Pancotto                    | Allenatori | Paolo Moretti                  |

| Arbitri: | Filippini (San Lazzaro di Savena) Sardella (Rimini) Vicino (Argelato) |

|                                  |            |                                 |
| Batista 28 Simon 19 Lafayette 11 | Punti      | 13 Washington 13 Turner 11 Mian |
| Kalnietis 7                      | Assist     | 6 Starks                        |
| Batista 13                       | Rimbalzi   | 5 Dragović, Starks              |
| Jasmin Repeša                    | Allenatori | Cesare Pancotto                 |

| Arbitri: | Lanzarini (Bologna) Paglialunga (Taranto) Calbucci (Pomezia) |

|                                  |            |                           |
| Starks 15 McGee 14 Washington 11 | Punti      | 22 Banks 10 Soko 9 Zerini |
| Cusin, Washington 3              | Assist     | 3 Anosike                 |
| Cusin 8                          | Rimbalzi   | 17 Anosike                |
| Cesare Pancotto                  | Allenatori | Piero Bucchi              |

#### Play-off
I Quarti di Finale si giocano al meglio delle 5 partite. La squadra con il miglior piazzamento in classifica al termine della stagione regolare gioca in casa gara-1, gara-2 e la eventuale gara-5.
|   | Squadra        | G1 | G2 | G3 | G4 |
| - | -------------- | -- | -- | -- | -- |
| 4 | Vanoli Cremona | 73 | 77 | 61 | 76 |
| 5 | Reyer Venezia  | 79 | 67 | 77 | 87 |

##### Quarti di finale
| Arbitri: | Mattioli (Pesaro) Lo Guzzo (Pisa) Bartoli (Trieste) |

|                                   |            |                            |
| Turner 24 Washington 13 Starks 10 | Punti      | 21 Green 17 Ortner 12 Ejim |
| Cusin 4                           | Assist     | 5 Green, Pargo             |
| Starks, Washington 5              | Rimbalzi   | 5 Ress                     |
| Cesare Pancotto                   | Allenatori | Walter De Raffaele         |

| Arbitri: | Sahin (Messina) Aronne (Viterbo) Weidmann (Montagano) |

|                                   |            |                                 |
| T. McGee 21 Turner 16 Dragović 14 | Punti      | 13 Pargo 10 Green 9 Tonut, Ejim |
| Turner 2                          | Assist     | 2 Pargo                         |
| Dragović 12                       | Rimbalzi   | 7 Pargo                         |
| Cesare Pancotto                   | Allenatori | Walter De Raffaele              |

| Arbitri: | Sabetta (Termoli) Vicino (Argelato) Baldini (Firenze) |

|                            |            |                             |
| Pargo 24 Ejim 14 Bramos 11 | Punti      | 10 Cusin 10 Turner 9 Starks |
| Green 5                    | Assist     | 3 quattro giocatori         |
| Ortner 8                   | Rimbalzi   | 8 Dragović                  |
| Walter De Raffaele         | Allenatori | Cesare Pancotto             |

| Arbitri: | Mazzoni (Grosseto) Bettini (Bologna) Rossi (Anghiari) |

|                               |            |                                  |
| Pargo 18 Green 16 Krubally 13 | Punti      | 20 Washington 17 Starks 11 McGee |
| Green, Pargo 3                | Assist     | 4 Starks                         |
| Ejim 8                        | Rimbalzi   | 6 Turner                         |
| Walter De Raffaele            | Allenatori | Cesare Pancotto                  |

### Coppa Italia
|   | Squadra        | Risultato |
| - | -------------- | --------- |
| 3 | Vanoli Cremona | 97        |
| 6 | Dinamo Sassari | 89        |

|   | Squadra        | Risultato |
| - | -------------- | --------- |
| 2 | Olimpia Milano | 90        |
| 3 | Vanoli Cremona | 58        |

| Arbitri: | Lamonica (Roseto degli Abruzzi) Sabetta (Termoli) Attard (Priolo Gargallo) |

| |            | |
| Turner 28 Washington 17 McGee 12                                                                                      | Punti      | 29 Logan 16 Mitchell 12 Alexander |
| McGee 7 | Assist     | 8 Logan |
| Washington 7 | Rimbalzi   | 12 Mitchell |
| 1 Dragović• 12 Cusin• 15 Cazzolato• 17 Washington• 31 Turner 9 Mian• 10 Gaspardo• 16 Boccasavia• 19 Biligha• 25 McGee | Formazioni | 2 Mitchell• 3 Logan• 9 Alexander• 14 Sacchetti• 24 Stipčević 1 Petway• 5 Formenti• 8 Devecchi• 10 D'Ercole• 11 Marconato• 16 Akognon• 34 Kadji |
| Cesare Pancotto | Allenatori | Marco Calvani |

| Arbitri: | Lanzarini (Bologna) Sardella (Rimini) Aronne (Viterbo) |

| |            | |
| Washington 15 McGee 12 tre giocatori 6                                                                                | Punti      | 17 Simon 16 Sanders 13 Cinciarini |
| tre giocatori 2 | Assist     | 3 quattro giocatori |
| Dragović 6 | Rimbalzi   | 9 Magro, Simon |
| 1 Dragović• 12 Cusin• 15 Cazzolato• 17 Washington• 31 Turner 9 Mian• 10 Gaspardo• 16 Boccasavia• 19 Biligha• 25 McGee | Formazioni | 13 Mačvan• 15 Magro• 20 Cinciarini• 22 Jenkins• 43 Simon 1 McLean• 3 Lafayette• 5 Gentile• 6 Amato• 9 Kalnietis• 16 Vecerina• 21 Sanders |
| Cesare Pancotto | Allenatori | Jasmin Repeša |

## Statistiche

### Statistiche di squadra
Statistiche aggiornate al 14 maggio 2016
| Competizione | Punti | In casa | In casa | In casa | In casa | In casa | In trasferta | In trasferta | In trasferta | In trasferta | In trasferta | Totale | Totale | Totale | Totale | Totale | Totale |
| Competizione | Punti | G       | V       | P       | PF      | PS      | G            | V            | P            | PF           | PS           | G      | V      | P      | PF     | PS     | DIF    |
| ------------ | ----- | ------- | ------- | ------- | ------- | ------- | ------------ | ------------ | ------------ | ------------ | ------------ | ------ | ------ | ------ | ------ | ------ | ------ |
| Serie A      | 38    | 15      | 12      | 3       | 1.113   | 1.047   | 15           | 7            | 8            | 1.145        | 1.166        | 30     | 19     | 11     | 2.258  | 2.213  | +45    |
| Play-off     | -     | 2       | 1       | 1       | 150     | 146     | 2            | 0            | 2            | 137          | 164          | 4      | 1      | 3      | 287    | 310    | -23    |
| Coppa Italia | -     | -       | -       | -       | -       | -       | -            | -            | -            | -            | -            | 2      | 1      | 1      | 155    | 179    | -24    |
| Totale       | 38    | 17      | 13      | 4       | 1.263   | 1.193   | 17           | 7            | 10           | 1.282        | 1.330        | 36     | 21     | 15     | 2.700  | 2.702  | -2     |

### Andamento in campionato
Statistiche aggiornate al 14 maggio 2016
| Giornata  | 1  | 2  | 3  | 4 | 5  | 6 | 7 | 8 | 9 | 10 | 11 | 12 | 13 | 14 | 15 | 16 | 17 | 18 | 19 | 20 | 21 | 22 | 23 | 24 | 25 | 26 | 27 | 28 | 29 | 30 |
| --------- | -- | -- | -- | - | -- | - | - | - | - | -- | -- | -- | -- | -- | -- | -- | -- | -- | -- | -- | -- | -- | -- | -- | -- | -- | -- | -- | -- | -- |
| Luogo     | T  | C  | C  | T | T  | C | T | C | T | C  | T  | C  | T  | C  | T  | C  | T  | T  | C  | C  | T  | C  | T  | C  | T  | C  | T  | C  | T  | C  |
| Risultato | P  | P  | V  | P | V  | V | V | V | V | V  | V  | V  | P  | P  | V  | V  | V  | P  | V  | V  | P  | V  | V  | V  | P  | V  | P  | P  | P  | V  |
| Posizione | 11 | 14 | 10 | 9 | 10 | 9 | 6 | 7 | 4 | 2  | 2  | 1  | 2  | 5  | 3  | 3  | 2  | 3  | 3  | 2  | 3  | 3  | 3  | 3  | 3  | 3  | 4  | 4  | 4  | 4  |

Fonte:  Classifica Serie A, su 195.56.77.208, Lega Basket (archiviato dall'url originale il 17 ottobre 2014).
Legenda:

Luogo: C = Casa; T = Trasferta. Risultato: V = Vittoria; N = Pareggio; P = Sconfitta.

### Statistiche dei giocatori
Statistiche aggiornate al 14 maggio 2016
| Giocatore      | Serie A | Serie A | Serie A | Serie A | Coppa Italia | Coppa Italia | Coppa Italia | Coppa Italia | Totale | Totale | Totale | Totale |
| Giocatore      | PG      | PTI     | AST     | RIM     | PG           | PTI          | AST          | RIM          | PG     | PTI    | AST    | RIM    |
| -------------- | ------- | ------- | ------- | ------- | ------------ | ------------ | ------------ | ------------ | ------ | ------ | ------ | ------ |
| O. Adegboye    | 9       | 80      | 16      | 24      | -            | -            | -            | -            | 9      | 80     | 16     | 24     |
| P. Biligha     | 34      | 161     | 11      | 127     | 2            | 5            | 0            | 5            | 36     | 166    | 11     | 132    |
| D. Boccasavia  | 1       | 0       | 0       | 1       | 1            | 0            | 1            | 0            | 2      | 0      | 1      | 1      |
| N. Cazzolato   | 26      | 10      | 11      | 15      | 2            | 8            | 3            | 4            | 28     | 18     | 14     | 19     |
| M. Cusin       | 33      | 309     | 32      | 194     | 2            | 10           | 3            | 6            | 35     | 319    | 35     | 200    |
| N. Dragović    | 19      | 157     | 10      | 95      | 2            | 16           | 4            | 10           | 21     | 173    | 14     | 105    |
| R. Gaspardo    | 32      | 102     | 10      | 79      | 2            | 14           | 0            | 5            | 34     | 116    | 10     | 84     |
| T. McGee       | 33      | 427     | 55      | 105     | 2            | 24           | 7            | 6            | 35     | 451    | 62     | 111    |
| F. Mian        | 34      | 191     | 11      | 53      | 2            | 12           | 0            | 5            | 36     | 203    | 11     | 58     |
| J. Southerland | 14      | 72      | 5       | 50      | -            | -            | -            | -            | 14     | 72     | 5      | 50     |
| M. Starks      | 13      | 107     | 25      | 27      | -            | -            | -            | -            | 13     | 107    | 25     | 27     |
| E. Turner      | 34      | 420     | 81      | 91      | 2            | 34           | 6            | 6            | 36     | 454    | 87     | 97     |
| L. Vitali      | 14      | 112     | 65      | 63      | -            | -            | -            | -            | 14     | 112    | 65     | 63     |
| D. Washington  | 34      | 397     | 71      | 210     | 2            | 32           | 5            | 12           | 36     | 429    | 76     | 222    |